# Ligne Engelsberg–Norberg
 (décembre 2021).
Si vous disposez d'ouvrages ou d'articles de référence ou si vous connaissez des sites web de qualité traitant du thème abordé ici, merci de compléter l'article en donnant les références utiles à sa vérifiabilité et en les liant à la section « Notes et références ».
La ligne Engelsberg–Norberg est une ligne de chemin de fer du réseau ferroviaire suédois, entre Ängelsberg et Kärrgruvan à Norberg, dans le comté de Västmanland. Mise en service en 1853 et 1856, elle est fermée au service des voyageurs en 1962. Une section est toujours ouverte au service des marchandises et l'autre partie de ligne est exploitée par un train touristique.

## Histoire
Le premier segment (Kärrgruvan - Trättsbo) est ouvert en 1853, mais la compagnie fit faillite. En 1855, une nouvelle compagnie est constituée qui achève la ligne en 1856. L'objectif était de transporter le minerai des mines de Norberg jusqu'aux forges d'Engelsberg. 
Le trafic de passager s'arrêta en 1962, et le fret dans la partie nord (Snyten-Kärrgruvan) en 1990. 

## Exploitation
De nos jours, le segment Ängelsberg-Snyten est électrifié et utilisé pour le trafic de marchandises comme lien entre les lignes Bergslagspendeln et Godsstråket genom Bergslagen alors que le reste de la ligne est utilisée par l'association Engelsberg-Norbergs järnvägshistoriska förening (ENJ), fondée en 1999, comme ligne touristique.